# Dominicanerkerk Sint-Andreas (Düsseldorf)
De Dominicanerkerk Sint-Andreas (Duits: Dominikanerkirche St.Andreas) is een kloosterkerk in het centrum van de Duitse stad Düsseldorf. Eigenaar van het gebouw, dat onder monumentenzorg valt, is de overheid van Noordrijn-Westfalen. De Andreaskerk was in de residentiestad Düsseldorf de hof- en jezuïetenkerk.  

## Geschiedenis
Geheel tegen de zin van Filips Lodewijk van Palts-Neuburg bekeerde zijn zoon en erfprins erfprins Wolfgang Willem zich in 1613 tot het katholicisme, om zich zo te verzekeren van de steun van het Huis Palts-Neuburg in de Gulik-Kleefse Successieoorlog tegen zijn uitdager Johan Sigismund van Brandenburg.
Na zijn inhuldiging in 1614 nodigde paltsgraaf Wolfgang Willem de jezuïeten uit in het Hertogdom Gulik-Berg. Onder de bezieling van deze orde werd in de stijl van de Zuid-Duitse barok van 1622 tot 1629 de aan de  apostel Andreas gewijde kerk gebouwd. In de tweede helft van de 17e eeuw werd ten westen van de kerk het aansluitende Jezuïetencollege gebouwd, het huidige stadhuis. Aan de noordzijde van de kerk bevindt zich het mausoleum, dat tussen 1716-1717 door de Venetiaanse bouwmeester Simon del Sarto gebouwd werd. Hier zouden de leden van de Düsseldorfse tak van het Huis Wittelbach worden bijgezet. Onder de grafmonumenten bevindt zich de sarcofaag van Wolfgang Willem en de pronksarcofaag van de in het jaar 1716 overleden keurvorst Jan Wellem.   
Na de opheffing van de Jezuïetenorde in augustus 1773 diende de Andreaskerk tot 2005 als parochiekerk. Sindsdien dient het gebouw als kloosterkerk van de Dominicanen.

## Inrichting
Het interieur is voorzien van stucwerk uit de laatrenaissance. In de zijschepen bevinden zich levensgrote beelden van de twaalf apostelen, de evangelisten en verschillende heiligen van de orde der Jezuïeten. Het barokke hoogaltaar werd in de Tweede Wereldoorlog vernietigd.  
De Duitse beeldhouwer Ewald Mataré richtte de altaarruimte in de jaren 1959-1960 opnieuw in. Het podium, altaar, de tabernakel, de witte marmeren trappen, de muurtapijten en de vensters gaan op terug op zijn ontwerpen. 

## Orgel
Het orgel van de Andreaskerk werd in 1782 door Peter Kemper gebouwd.  De orgelkas werd gemaakt door Bernhard Orlinski en Josef Zimmermann. In het jaar 1900 werd het instrument voorzien van pneumatische tracturen. De bombardementen in de Tweede Wereldoorlog beschadigde het instrument zeer ernstig. In het jaar 1953 werd het beschadigde instrument door de orgelbouwer Fabritius herbouwd en de dispositie met 18 registers uitgebreid. In de jaren 1970-1971 werd in de oude orgelkas een geheel nieuw orgel gebouwd door de orgelbouwfirma Von Beckerath. Dezelfde firma reviseerde het orgel in 2003 en rustte het orgel uit met een setzer-systeem.

## Galerij

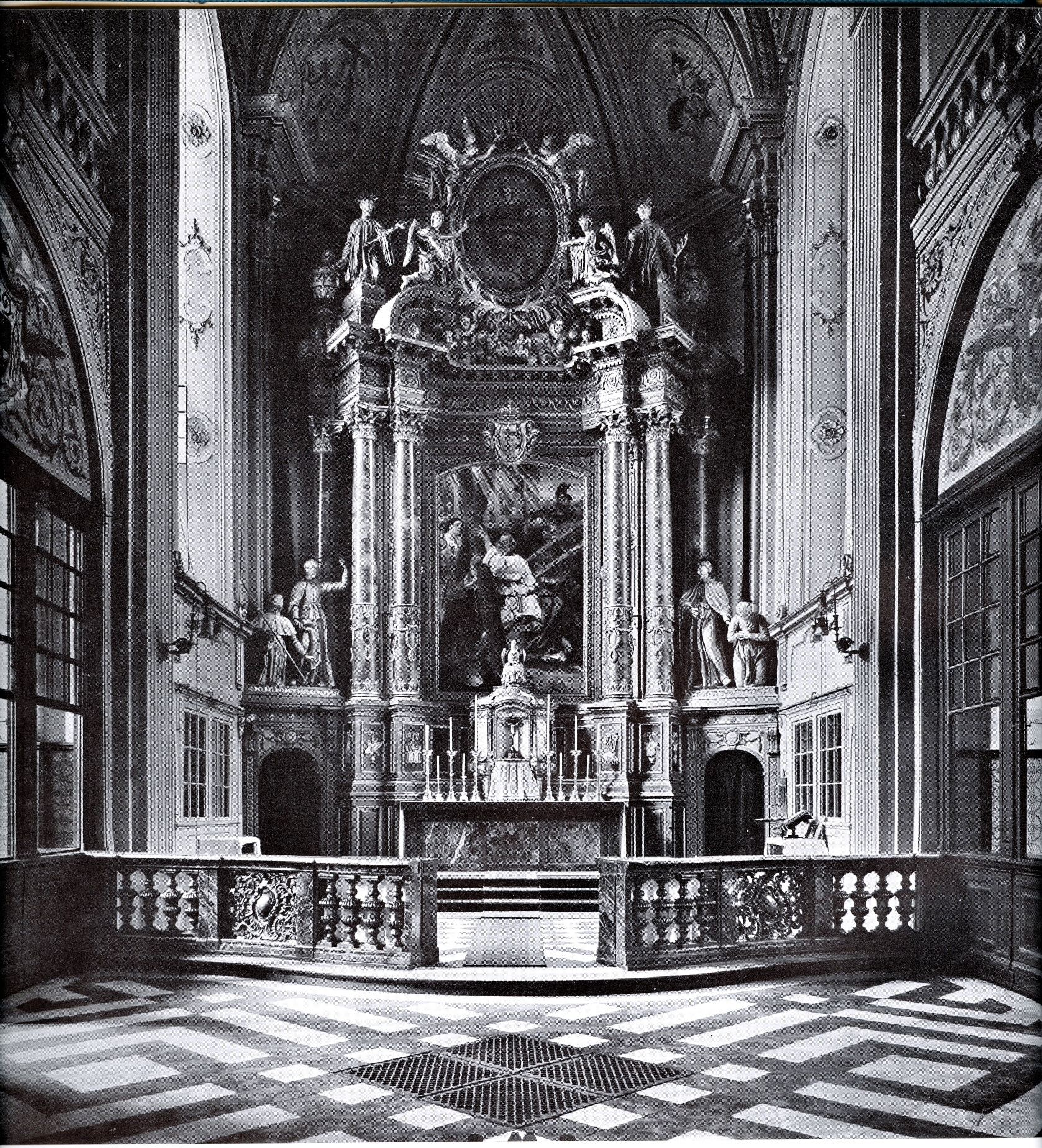
Het voormalige hoogaltaar (vernietigd in WO II)
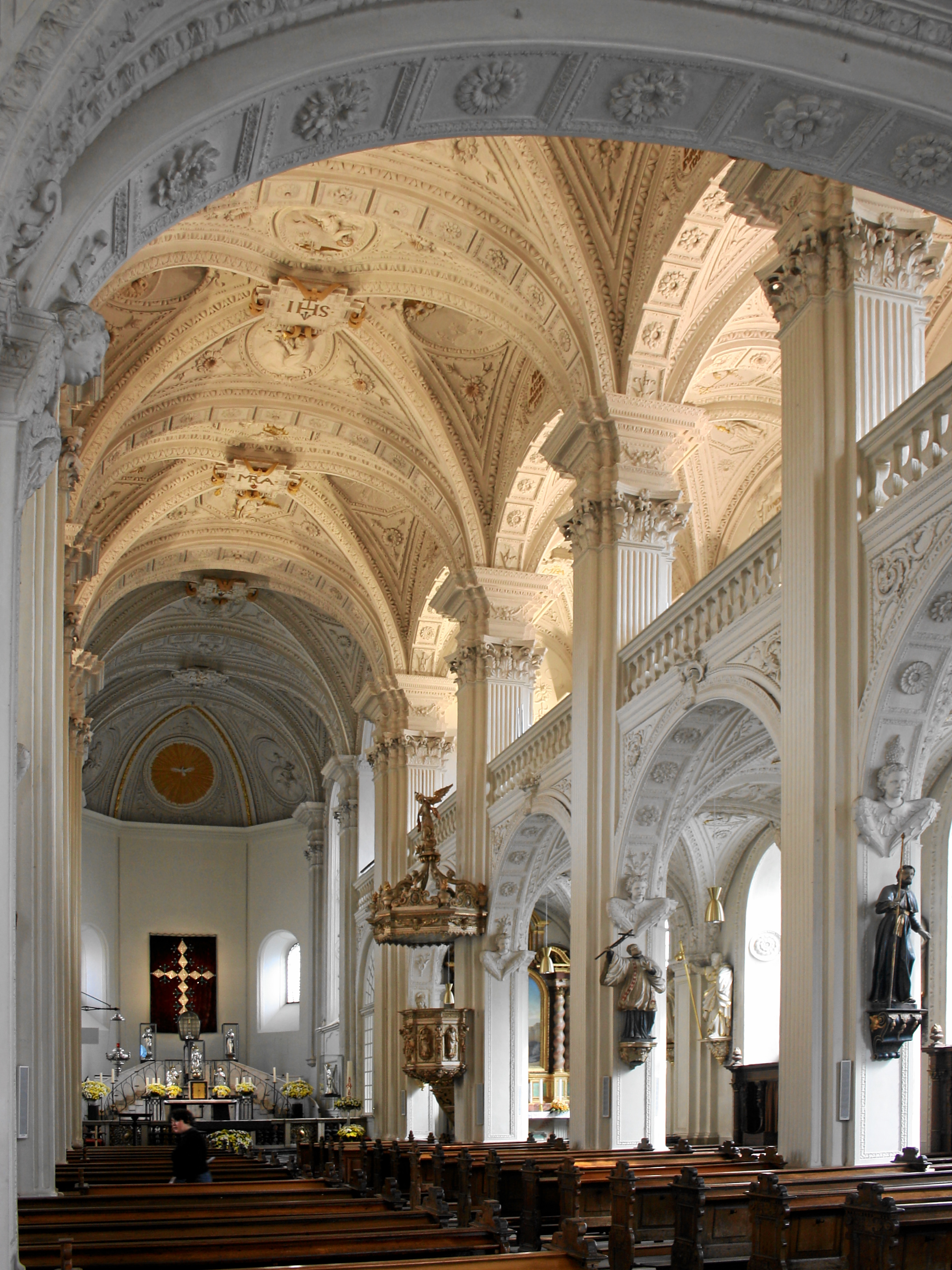
Interieur
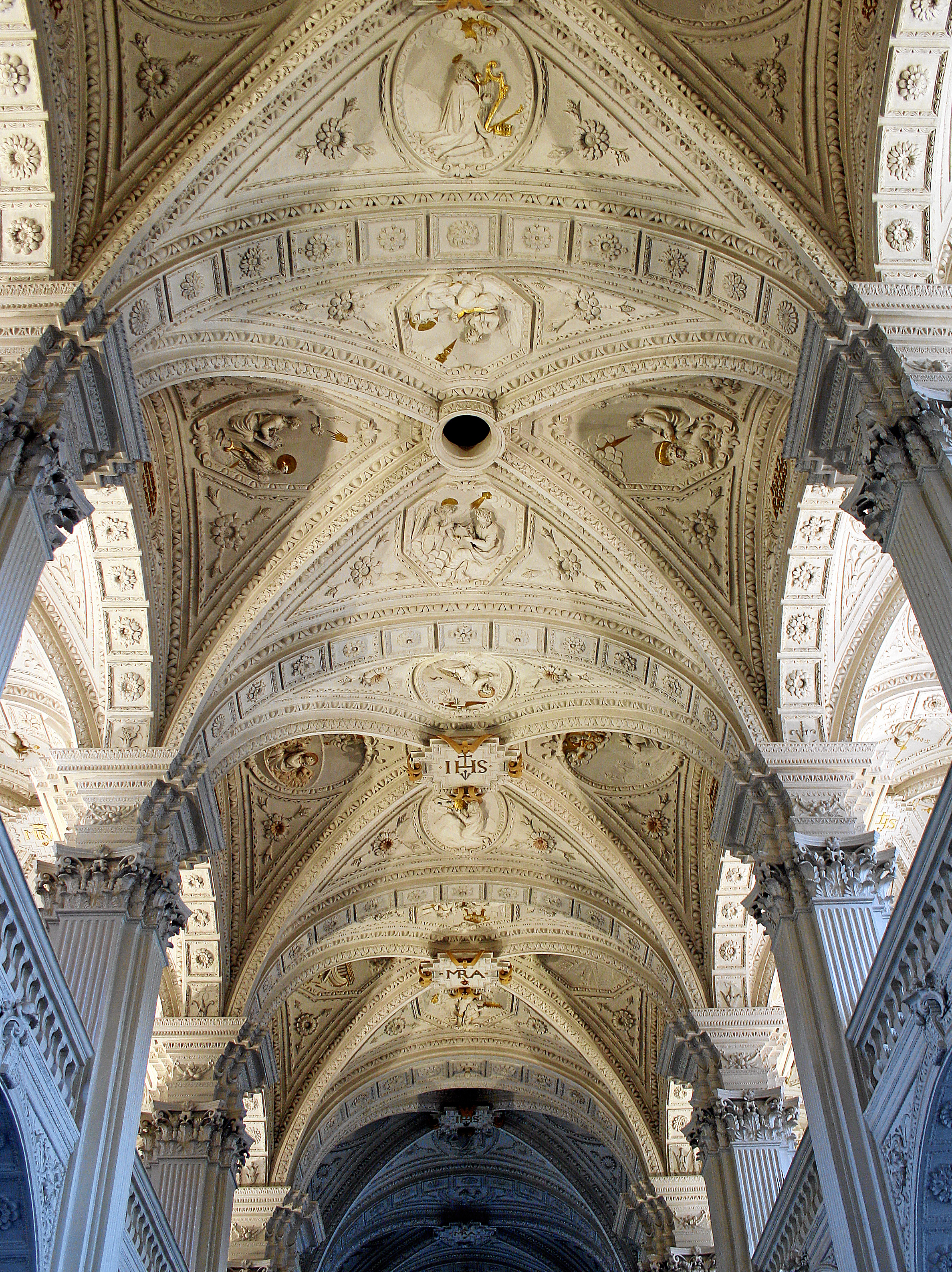
Stucwerk middenschip
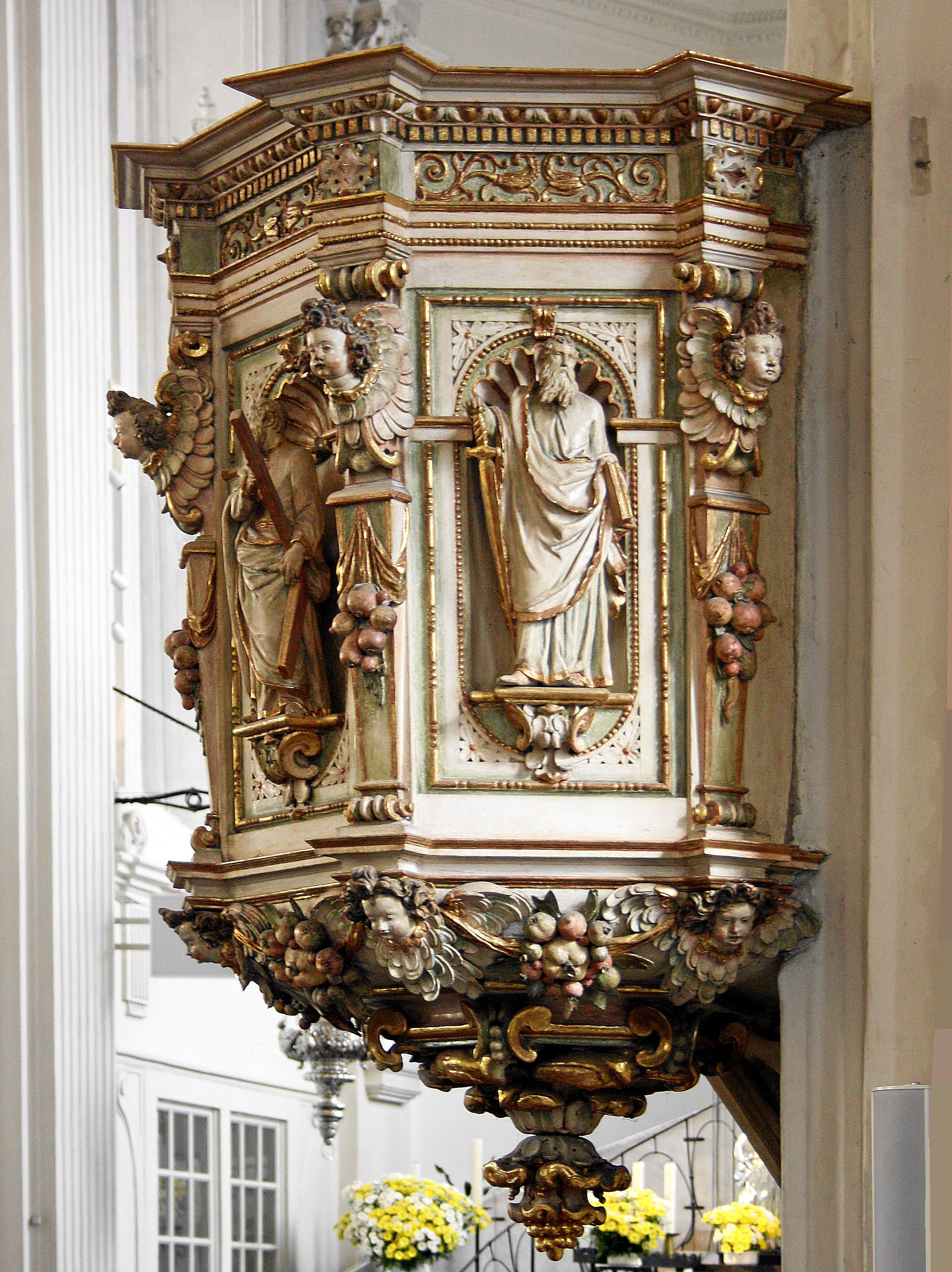
Kansel